# 榊山古墳
榊山古墳（さかきやまこふん、造山第1古墳）は、岡山県岡山市北区新庄下にある古墳。形状は円墳。造山古墳群を構成する古墳の1つ。国の史跡に指定されている（史跡「造山古墳 第一、二、三、四、五、六古墳」のうち第一古墳）。

## 概要

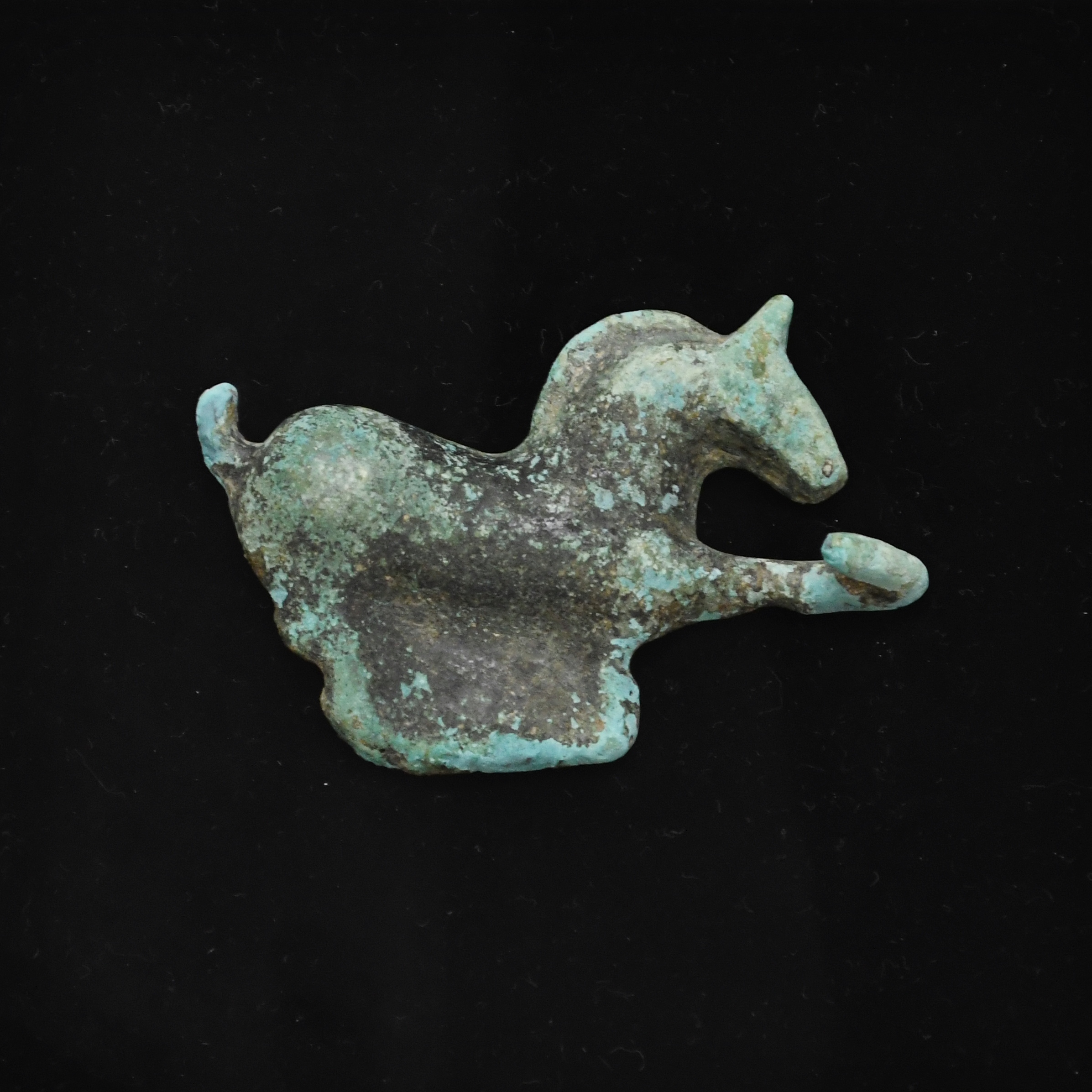
参考：出土地不明 馬形帯鉤伝榊山古墳出土の馬形帯鉤（宮内庁蔵）に似る。岡山県立博物館蔵、岡山シティミュージアム企画展示時に撮影。

岡山県南部、足守川西岸の丘陵上に築造された古墳である。造山古墳の前方部前面に位置し、周辺の古墳5基とともに造山古墳の陪塚群を形成しており（造山古墳と陪塚6基で造山古墳群と総称）、他の陪塚よりも造山古墳に最も近く最も高い位置にある。1912年（明治45年）に千足古墳（第5古墳）とともに乱掘されているが、発掘調査は実施されていない。
墳形は円形とみられ、直径35メートル程度を測る。墳丘外表では須恵器・陶質土器が出土している。埋葬施設は墳頂部におけるコウヤマキ製の割竹形木棺で、乱掘のため現在も墳頂部中央が陥没している。木棺からの副葬品は、千足古墳の出土品と混乱した可能性はあるが、馬形帯鉤6のほか神獣鏡・龍文透金具・多孔鈴・砥石がある。特に、馬形帯鉤は朝鮮半島南部で製作された可能性がある遺物、龍文透金具・多孔鈴は中国東北部の前燕で製作された可能性がある遺物として注目される。
築造時期は、古墳時代中期の5世紀前半頃と推定される。造山古墳の築造後、他の陪塚群とともに築造されたと推測される。陪塚群のうち千足古墳が九州地方とのつながりを示すのに対して、榊山古墳は朝鮮半島とのつながりを示しており、吉備の王（造山古墳被葬者）が畿内ヤマト王権を介さず各地と独自のネットワークを築いていた様子が示唆される。
古墳域は1921年（大正10年）に国の史跡に指定されている（史跡「造山古墳 第一、二、三、四、五、六古墳」のうち第一古墳）。

## 遺跡歴
- 1912年（明治45年）、千足古墳・榊山古墳の乱掘（出土品は宮内省帝室博物館に移送）。
- 1913年（大正2年）、和田千吉が現地調査（1919年に報告）。
- 1921年（大正10年）3月3日、国の史跡に指定（史跡「造山古墳 第一、二、三、四、五、六古墳」のうち第一古墳）。

## 関連施設
- 岡山市造山古墳ビジターセンター（岡山市北区新庄下）

## 関連文献
（記事執筆に使用していない関連文献）
- 和田千吉「備中國都窪郡新庄下古墳」『考古學雜誌』第9巻第11号、考古學會、1919年7月5日、663-675頁。
- 島崎東「備中榊山古墳採集の遺物について」『岡山県史研究』第3号、岡山県、1982年3月20日、96-104頁。
- 岡山市教育委員会文化財課・岡山市埋蔵文化財センター 編『千足古墳 -第1-第4次発掘調査報告書-』岡山市教育委員会、2015年。
- 岡山市埋蔵文化財センター 編『超巨大古墳の時代 吉備の至宝・千足古墳、榊山古墳出土品の里帰り展』岡山市教育委員会〈岡山市埋蔵文化財センター特別展 平成28年度〉、2016年。